# Hugh River
Hugh River är ett vattendrag i Australien. Det ligger i territoriet Northern Territory, omkring 1 400 kilometer söder om territoriets huvudstad Darwin.
Omgivningarna runt Hugh River är i huvudsak ett öppet busklandskap. Trakten runt Hugh River är nära nog obefolkad, med mindre än två invånare per kvadratkilometer. Genomsnittlig årsnederbörd är 165 millimeter. Den regnigaste månaden är februari, med i genomsnitt 41 mm nederbörd, och den torraste är augusti, med 1 mm nederbörd.